# Fildu de Sus
Fildu de Sus – wieś w Rumunii, w okręgu Sălaj, w gminie Fildu de Jos. W 2011 roku liczyła 441 mieszkańców.